# Fernando Spengler

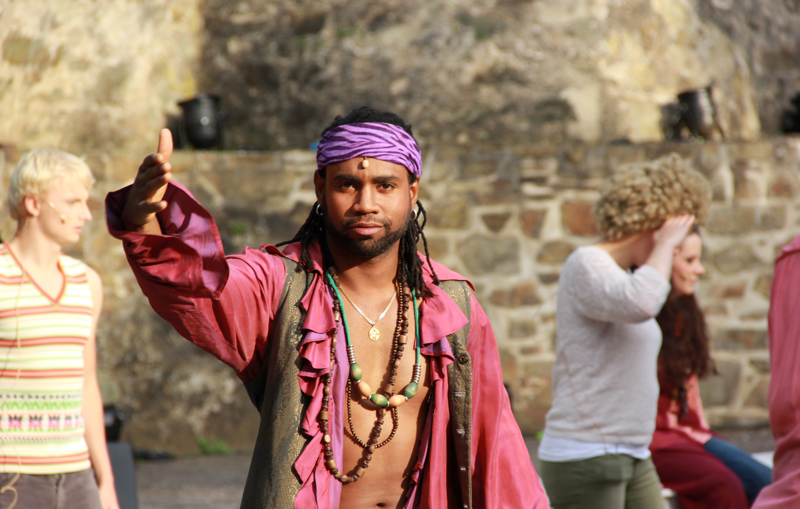
In der Rolle von „Hud“ im Musical „Hair“ auf der Freilichtbühne in Wetzlar, Juni 2013. Produktion von Landestheater Detmold.

Fernando Spengler Rodriguez (* 5. April 1979 in Havanna, Kuba) ist ein kubanisch-deutscher Sänger (Tenor, hoher Bariton), Schauspieler, Songwriter und Musicaldarsteller.

## Leben
Fernando Spengler wuchs in Havanna auf und nahm schon als Schüler an Gesangswettbewerben teil. Nach Berufsausbildung und Militärdienst begann er im Alter von 21 Jahren sein Gesangsstudium an dem Musikkonservatorium „Alejandro Garcia Caturla“ in Havanna.
Sein erstes Engagement bekam er im Jahr 2003 als Solosänger in dem Cabaret Tropicana, einer der berühmtesten Live-Produktionen der kubanischen Insel. 2006 wurde er in Kuba bei einem Casting für das Disneymusical Der König der Löwen in Hamburg für die Rolle des „Simba“ als einziger von 800 Kandidaten ausgewählt.
2010 debütierte er in der Filmindustrie in der Hauptrolle des „Fabio Veloso“ (Papai) in dem Kinofilm Hier kommt Lola!, der auf Isabel Abedis Bücherreihe basiert. Am Set profitierte er unter anderem von der Zusammenarbeit mit Schauspielern wie Julia Jentsch, Nora Tschirner und Axel Prahl.

## Film und TV
|      | Titel                          | Regie          | Produktion      |
| ---- | ------------------------------ | -------------- | --------------- |
| 2016 | Kuba – Auf zu neuen Ufern      | Hasko Baumann  | ZDF             |
| 2015 | Kubanisch für Fortgeschrittene | Denis Satin    | ZDF             |
| 2011 | Mädchenabend                   | Timo Becker    | Arte            |
| 2010 | Hier kommt Lola                | Franziska Buch | Constantin Film |

## Musical und Theater
|           | Titel                                                                           | Regie            | Rolle          |
| --------- | ------------------------------------------------------------------------------- | ---------------- | -------------- |
| 2020–2022 | "Harry Potter und das verwunschene Kind" – Mehr! Theater am Großmarkt / Hamburg | John Tiffany     | Bane           |
| 2014–2017 | Musical „Der König der Löwen“ – Theater im Hafen / Hamburg                      | J. Taymor        | Mufasa         |
| 2012–2014 | „Rocky das Musical“ – TUI Operettenhaus / Hamburg                               | Alex Timbers     | Sugar Jackson  |
| 2012–2013 | „Hair“ – Landestheater Detmold                                                  | Dirk Böhling     | Hud            |
| 2012      | „Hairspray“ – Freilichtspiele Tecklenburg                                       | Andreas Gergen   | Motormouth Kid |
| 2011      | „Rent“ – Schlossfestspiele Ettlingen                                            | Udo Schumer      | Tom Collins    |
| 2006–2009 | Musical „Der König der Löwen“ – Theater im Hafen / Hamburg                      | J. Taymor        | Simba          |
| 2003–2006 | „La gloria eres tu“ – Cabaret Tropicana / Havanna, Kuba                         | Santiago Alfonso | Solosänger     |

## Hörspiel
|      | Titel            | Regie           | Produktion        |
| ---- | ---------------- | --------------- | ----------------- |
| 2015 | Hier kommt Lola! | Thomas Karallus | Edel Germany GmbH |

## CDs
- Oliando, Boleros y mas; 2016. Vocal: Fernando Spengler, Piano: Oliver H I Baumgarten, Coproduction: Faín Sánchez[4]